# Trichocerca multicrinis
Trichocerca multicrinis är en hjuldjursart som först beskrevs av Kellicott 1897.  Trichocerca multicrinis ingår i släktet Trichocerca och familjen Trichocercidae. Inga underarter finns listade i Catalogue of Life.